# Duško Savanović
Duško Savanović (serbisch-kyrillisch Душко Савановић; * 5. September 1983 in Belgrad) ist ein serbischer Basketballspieler. Der 2,04 m große Power Forward steht seit 2016 beim italienischen Verein Dinamo Basket Sassari unter Vertrag. Darüber hinaus ist er Mitglied der serbischen Nationalmannschaft.
Savanović begann seine Karriere bei FMP Železnik Belgrad, in dessen zweiter Mannschaft er in der Saison 2004/05 erstmals zum Einsatz kam. Anschließend wechselte er zu KK Borac Čačak, kehrte jedoch noch während der Saison zu Železnik zurück, dessen erste Mannschaft zu dieser Zeit den Namen Reflex Belgrad trug. Mit diesem Verein gewann er 2006 die Adriatische Basketballliga, wobei Savanović selbst mannschaftsintern sowohl die meisten Punkte erzielt als auch die meisten Rebounds gesichert hatte und zum besten Liga-Neuling des Jahres gewählt worden war.
Im Oktober 2006 wechselte er nach Russland zu UNICS Kasan. Dort erreichte Savanović 2007 in der Superleague die Finalserie und im russischen Pokal das Endspiel, scheiterte dort aber jeweils an ZSKA Moskau. Nach zwei Jahren bei Cajasol Sevilla folgte 2010 ein Wechsel innerhalb Spaniens zu Power Electronics Valencia, wo er erstmals in der Euroleague spielte. Savanović erreichte mit Valencia das Viertelfinale und wurde ins All-Euroleague Second Team der Saison 2010/11 gewählt.
Nachdem er drei Jahre lang für den türkischen Club Anadolu Efes SK aktiv gewesen war, wechselte er im Juli 2014 nach Deutschland zum FC Bayern München. Dort unterschrieb Savanović einen Zweijahresvertrag. Nach Ablauf seines Vertrages bei den Münchnern wechselte Savanovic in die italienische Lega Basket Serie A zu Dinamo Basket Sassari.
Für die serbische Nationalmannschaft fand Savanović lange Zeit keine Berücksichtigung. In der Qualifikation zur Europameisterschaft 2009 wurde er erstmals eingesetzt, doch erst bei der Weltmeisterschaft 2010, die Serbien auf dem 4. Platz abschloss, nahm er erstmals an einer großen Meisterschaft teil. Auch für die Europameisterschaft 2011 wurde Savanović nominiert, nachdem er sich zu einem Leistungsträger der Mannschaft entwickelt hatte.